# نقش لیختنبرگ

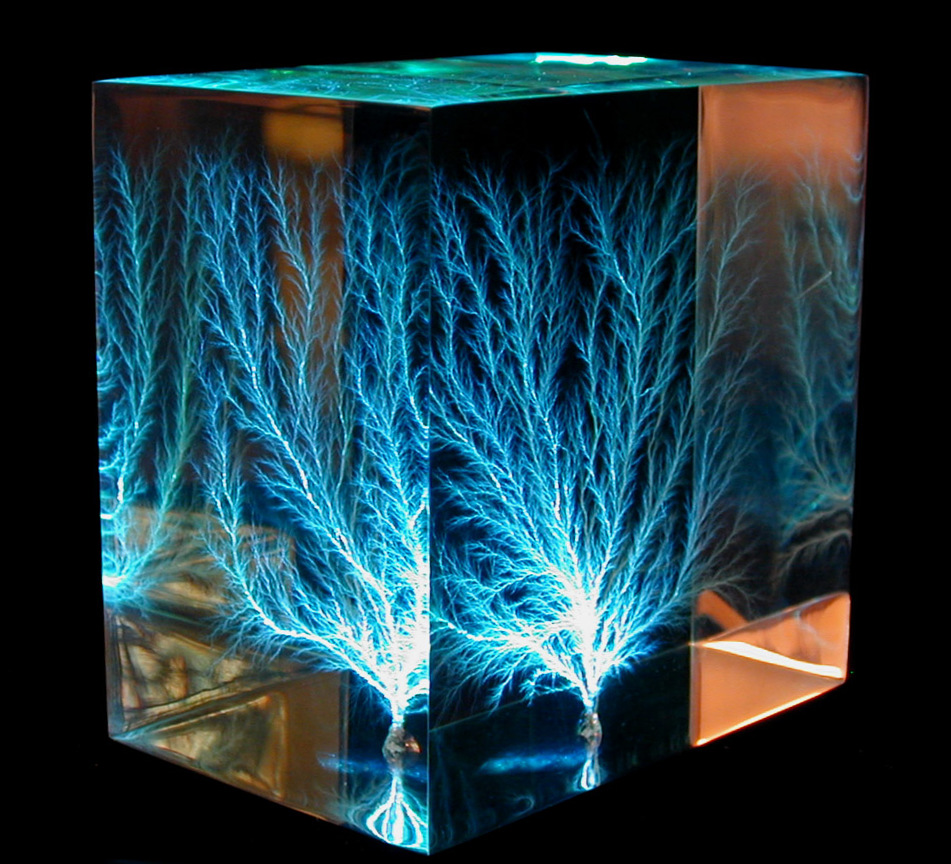
تصویر سه بعدی نقش لیختنبرگ درون قطعه اکریلیک شفاف که توسط یک پرتو کاتدی به وجود آمده‌است. (ابعاد واقعی: ۸سانتی‌متر در ۸سانتی‌متر در ۵سانتی‌متر)

نقش لیختنبرگ (به انگلیسی:Lichtenberg figure) نوعی تخلیه بار الکتریکی پخش‌شونده است که در سطح یا درون مواد عایق شکل می‌گیرد. نقش‌های لیختنبرگ اغلب با فرسوده شدن تدریجی تجهیزاتی که با ولتاژ بالا در ارتباط هستند پدید میایند. مطالعه نقش‌های لیختنبرگی که به‌صورت سطحی و یا به‌صورت شاخه‌ای، درون مواد عایق شکل می‌گیرند، اطلاعات ارزشمندی را برای کسب اطمینان از بهبود قابلیت تجهیزات فشارقوی در مدت زمان طولانی به مهندسان ارائه می دهد.
هم‌اکنون نقش‌های لیختنبرگ زیادی که در هنگام شکست عایقی درون جامدات، مایعات و گازها به وجود میایند؛ شناخته شده‌اند.